# 安祥譜代
安祥譜代（あんじょうふだい）は、徳川家の家臣中、最古参の譜代の家臣をいう。

## 概要
『徳川諸家系譜』に所収の『徳川幕府家譜』によると、松平信光から親忠・長親・信忠までの4代、安祥城に御在城のときに奉仕した家臣を安祥譜代という。
その後、清康が山中・岡崎を攻略した以降の家臣を山中・岡崎譜代という。
また『柳営秘鑑』では、安祥譜代、岡崎譜代、駿河譜代と区分し、各大名家の名前も列挙されている。安祥譜代には、酒井、大久保、本多、阿部、石川、青山、植村の7家が挙げられている。
なお、『岡崎市史』は『武徳大成記』の清康の項目にある岩津譜第・安城譜第・岡崎譜第を引用しているが、
- 岩津譜第は松平親氏・泰親・信光までの3代に仕えた者。
- 安城譜第は親忠・長親に仕えた者。
- 岡崎譜第は清康に仕えた者。

という区分がされている。『三河物語』『柳営秘鑑』『徳川幕府家譜』の記述と異なり、出典不明である。『武徳大成記』は江戸中期の編纂史料で引用書目が一切掲示されておらず、徳川吉宗から虚飾が多いと非難されている。『岡崎市史』には、岩津譜第は酒井氏・成瀬氏・本多氏等がそれにあたると記述されているが、『武徳大成記』清康君の項目にはかかる記述はなく出典は不明である。
『松平町誌』（豊田市教育委員会）においても、『三河物語』の安城譜代、山中譜代、岡崎譜代を挙げている一方、松平郷譜代（岩津譜代）を設けて三河四譜代を作る説もあるという主張がなされている。親氏・泰親・信光の3代の間に家臣となった者を松平郷譜代（岩津譜代）と呼んでいる。『武徳大成記』の岩津譜第を松平郷譜代という呼び方に置き換えているが、こうした呼び方は史書には見えない。
岡崎市の岡崎公園内にある「三河武士のやかた家康館」のウェブサイトでは、『三河物語』出典の安城譜代・山中譜代・岡崎譜代をまとめて三河譜代と呼ぶと提唱しているが、『三河物語』にはそうした記述はない。三河出身の牧野氏・奥平氏などは、『柳営秘鑑』で駿河譜代に区分されている。また、遠州出身の井伊氏は岡崎譜代に分類されており、三河出身の徳川家臣が全部、安城または岡崎譜代に区分されている事実はない。